# Mura di Urbino
Le mura di Urbino costituiscono la cinta muraria difensiva della città antica di Urbino. La cinta muraria meglio conservata è la più recente, risalente alla prima metà del XVI secolo; prima la città è stata cinta da tre cerchie murarie, la prima di epoca romana, la seconda e la terza medievali.

## Storia

### Prima cerchia

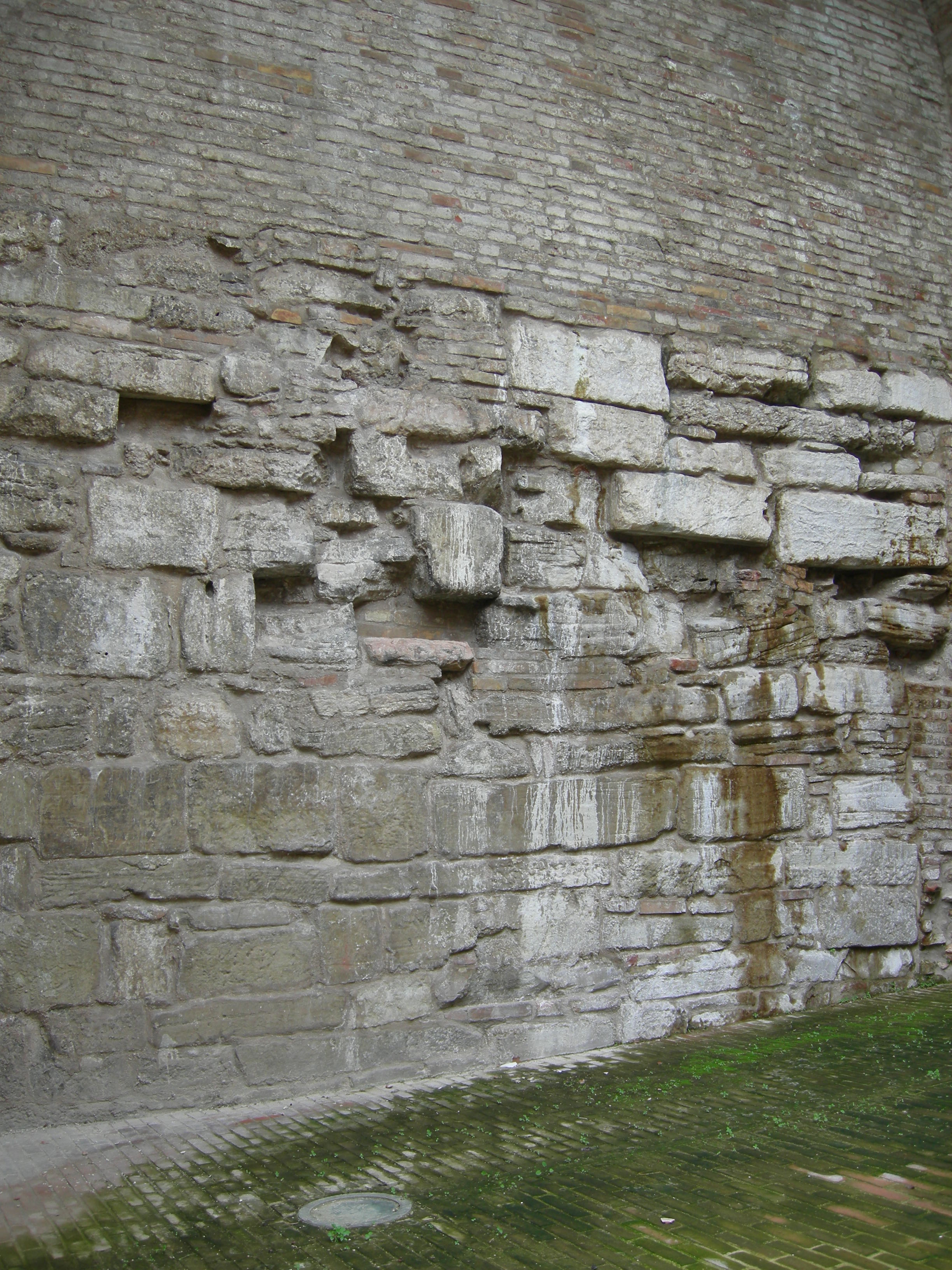
I resti delle mura romane sotto palazzo Bonaventura Odasi

Fu eretta tra il III e il II secolo a.C. in opus quadratum e interessava la cima del solo colle del Poggio (uno dei due colli su cui poggia l'attuale centro storico), assumendo una forma ellittica. Inoltre queste mura sorgevano, per tre lati su quattro (ad eccezione del lato settentrionale), sul cosiddetto ciglio tattico, ovvero sul punto in cui finiva il pianoro della cima e i versanti si facevano più irti e scoscesi.
In questa cinta si aprivano quattro accessi, corrispondenti ai due assi viari principali della città romana (Cardo e Decumano massimo), così distinti:
- Porta Mayor, il principale accesso del municipium ed estremità settentrionale del Cardo massimo, sull'unico versante abbastanza pianeggiante e su cui confluiva le via da Ariminum e Pisaurum. Si trovava probabilmente a metà dell'odierna via Vittorio Veneto, sull'angolo con via N. Sauro[1]. Nei secoli successivi il toponimo è sopravvissuto nella forma italianizzata di Porta Maia.
- Porta Minor, rappresentava l'estremità meridionale del Cardo massimo, sulla parte alta del versante meridionale del colle del Poggio, forse sull'angolo tra le odierne vie A. Saffi e Santa Chiara[1]. Era probabilmente un accesso secondario, soprattutto per la forte pendenza di quel versante, per tale ragione forse la strada si perdeva nelle campagne.
- Porte decumana orientale o Posterula, posta verso l'estremità a valle dell'odierna via F. Veterani; la via discendeva poi verso l'odierno rione di San Bartolo per continuare sulle colline delle Cesane e discendere nella valle del Metauro, per collegarsi con la Via Flaminia.
- Porta decumana occidentale, sulla sua posizione vi sono molte incertezze, alcuni[2][3]sostengono si trovasse tra le odierne moli del Palazzo Ducale e della Cattedrale; altri[1] sostengono si trovasse più a monte, all'imbocco dell'odierna via F. Salvalai dall'odierna piazza Rinascimento. La strada discendeva poi verso Valbona e continuava verso ovest, tramite i passi appenninici per la Toscana.

In epoca tardoromana e bizantina queste mura furono rifatte due volte, prima in laterizi e poi con materiali di spoglio. 
Alcuni resti di questa cinta sono sopravvissuti, inglobati negli edifici delle epoche successive, come nell'Episcopio ed a palazzo Bonaventura Odasi.

### Seconda cerchia
Fu eretta forse verso il XII secolo, per inglobare i borghi sorti immediatamente fuori delle antiche Porte urbiche di epoca romana e lungo le vie di accesso ad esse, soprattutto verso nord, tanto che questa cinta fu la prima ad inglobare anche l'area del colle del Monte. Anche per l'esigenza militare di presidiare la sommità di tale colle, da cui si poteva controllare tutta la città. Mentre sul colle del Poggio, su quasi tutti i versanti (tranne quello nord), questa cinta correva in parallelo ed a poca distanza dalla precedente cinta romana. Secondo altri, questa cinta fu eretta verso il XIII secolo.
Furono aperte sette porte urbiche:
- Porta Mondelce, nella parte superiore del versante sud del colle del Poggio, lungo la strada di San Polo, probabilmente[1] sull'angolo con via San Girolamo.
- Porta Posterula, sul versante orientale del colle del Poggio, probabilmente[1] all'imbocco a monte dell'odierna via San Bartolo.
- Porta Lavagine, situata forse a metà dell'odierna via C. Battisti, sotto l'abside della chiesa di San Francesco[1].
- Porta Santa Lucia, si trovava probabilmente a metà dell'odierna via D. Bramante, sulla confluenza con via T. Viti; ove sorse, verso il XIII secolo, il monastero che darà il nome alla Contrada (Santa Lucia)[1].
- Porta del Monte, sorgeva sulla parte alta dell'odierna via Raffaello[1].
- Porta Valbona, si trovava forse nella parte alta dell'odierna via G. Mazzini[1].
- Porta Nova, situata all'imbocco a monte dell'odierna via F. Salvalai.
- Sportello[1], si trattava di una piccola apertura pedonale che forse sfociava nelle campagne, situata nell'area dell'ex monastero di Santa Chiara.

Risale a questo periodo la costruzione di un avamposto difensivo e punto di forza della cinta muraria (Cassero), sul colle del Monte, nell'area dell'odierno ex liceo scientifico.
Alcuni tratti sono ancora esistenti, perché inglobati dalle successive edificazioni, come il bastione dello Spineto, sul versante orientale, ed il tratto di mura che da esso prosegue fino all'ex monastero di Santa Chiara, sotto ai palazzi Mauruzi Gherardi e Passionei Paciotti. Un ulteriore residuo di questa cinta è rappresentato dalla chiesa di Santa Maria della Torre, che, come denuncia il nome, incorpora i resti di un torrione nell'abside. Inoltre alcuni materiali (i piccoli blocchi in pietra della Cesana) furono riutilizzati per gli edifici dell'epoche successive.

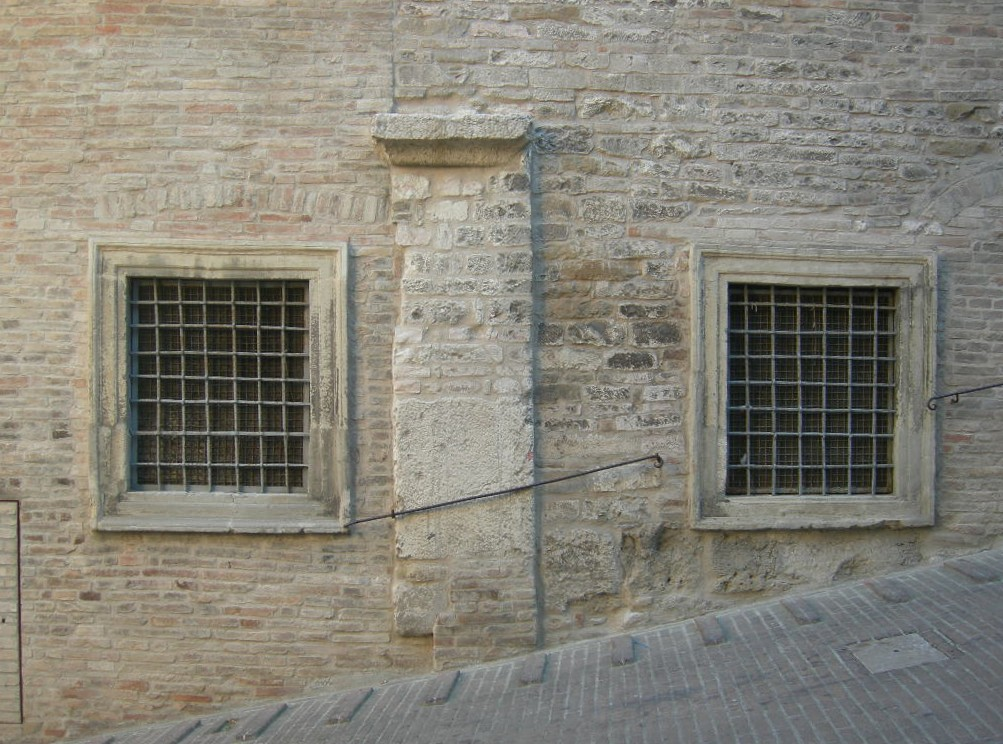
I resti di Porta Mondelce
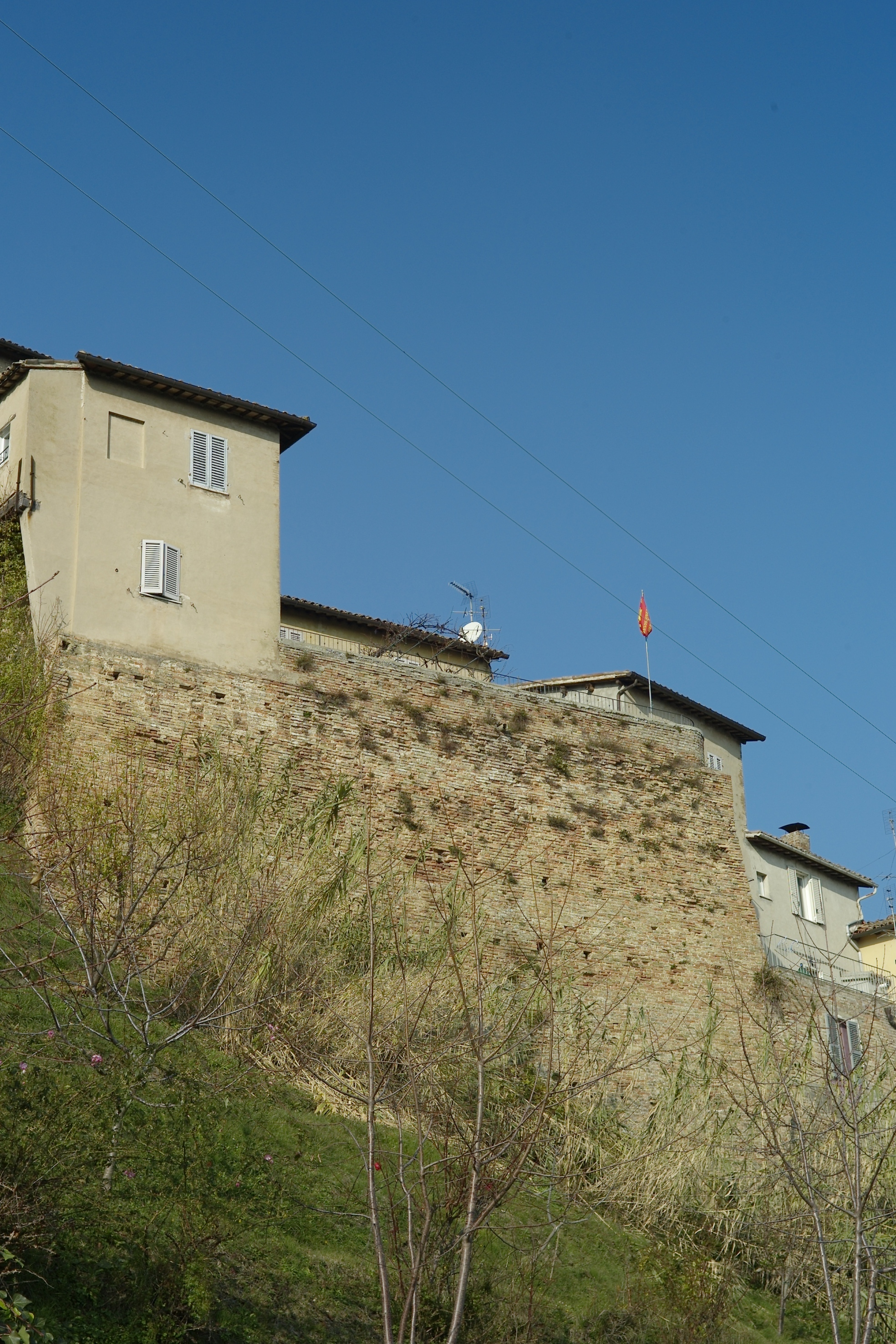
Il bastione dello Spineto
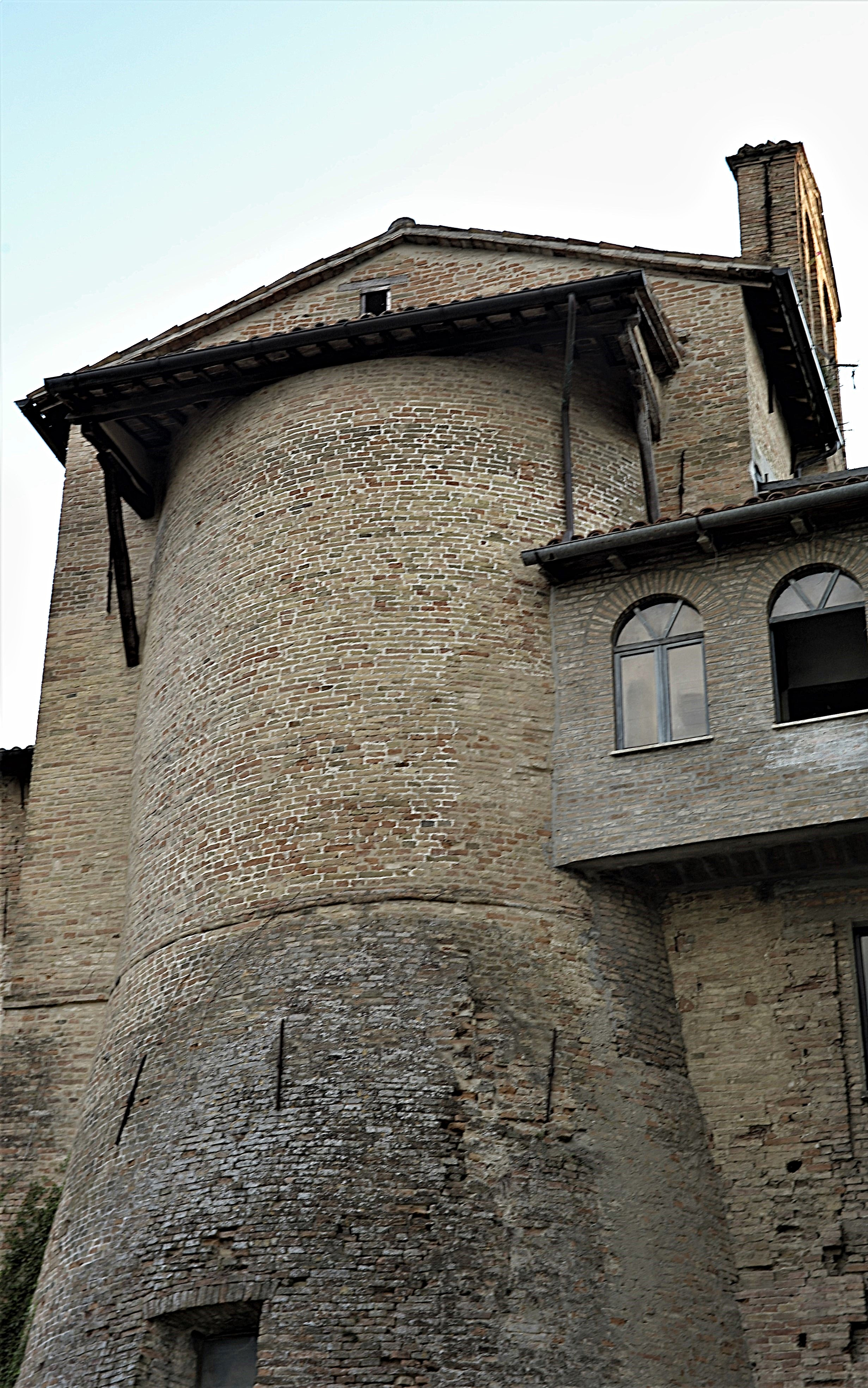
L'abside della chiesa di Santa Maria della Torre

### Terza cerchia
Fu realizzata forse tra la seconda metà del XIII e la prima metà del XIV secolo, per inglobare gli ultimi insediamenti nati fuori dalle mura, durante le lotte tra guelfi e ghibellini. Il tracciato di tale cinta giunse quasi all'estensione dell'ultima, con la spostamento delle porte di Valbona, Santa Lucia, Lavagine, Posterula (ribattezzata San Bartolo), Santa Maria e San Polo nei siti odierni. Fu mantenuto invariato il tratto orientale tra porta San Bartolo ed il monastero di Santa Chiara, col bastione dello Spineto. Sull'area dell'odierna Rampa elicoidale, fu eretto il Torrione del Mercatale. Invece le porte del Monte, di San Bartolo e Santa Maria persero gradualmente d'importanza.
L'unico intervento consistente, che comportò il rifacimento di un tratto, fu attuato nel XV secolo, sotto il duca Federico da Montefeltro, in seguito alla realizzazione del terrapieno del Mercatale, della Rampa elicoidale e della Data (le stalle ducali), quest'ultima fu addossata al tratto delle mura medievali. Secondo altri, questa cinta fu eretta, nella sua totalità, sotto il duca Federico.

### Quarta cerchia
In merito a questa cinta fu il duca Guidobaldo da Montefeltro, verso il 1507, ad avviare i lavori per il rifacimento completo delle mura, dopo la riconquista del Ducato, strappato a Cesare Borgia. Il progetto fu affidato al lombardo Antonio Piccolo, una delle maestranze che avevano lavorato alla costruzione del Palazzo Ducale. I lavori proseguirono anche col successore di Guidobaldo, Francesco Maria I della Rovere, il quale affiancò a mastro Antonio una commissione di quattro persone, ovvero Giovan Battista Comandino, Francesco di Girolamo, Niccolò di Battista e Pietro di mastro Antonio, per stabilirne il tracciato e sorvegliarne l'esecuzione. Però le vecchie mura e la parte appena costruita furono abbattute da Lorenzo de' Medici, nel 1517. I lavori ripresero con la riconquista del Ducato da parte di Francesco Maria I, nel 1521, anche se furono sostituiti alcuni membri della commissione, il Comandino e Di Girolamo restarono, ma si aggiunsero Lucantonio Biancarini e Girolamo Galli. La direzione fu affidata al Comandino ed al Biancarini con l'assistenza di Bartolomeo Centogatti. I lavori terminarono verso il 1527. Rispetto alla precedente cinta mantenne lo stesso tracciato, solo in due punti sul lato orientale i tratti furono rettificati.
Si tratta di mura in mattoni a terrapieno e bastioni sporgenti cuoriformi, per renderle più resistenti alla nascente artiglieria. Appena completate furono molto all'avanguardia ma vennero presto superate dall'evoluzione della tecnica; ma la crisi in cui entrò la città negli anni successivi non permise un aggiornamento delle mura urbiche. Dopo la devoluzione del Ducato allo Stato Pontificio (1631), le mura subirono sporadici interventi di manutenzione, come verso il 1693, il legato Giacomo Cantelmo ne fece restaurare un tratto adiacente alla Porta di Santa Lucia, come ricorda un'epigrafe murata su tale porta.
Nel corso della prima metà del XIX secolo, in conformità con la realizzazione delle nuove strade extra-urbane di fondovalle, si decise di adeguare anche le vie interne della città, il che comportò l'apertura e la sistemazione di alcune strade. Fu abbattuto un tratto delle mura per realizzare una barriera daziaria, eretta in parte sul bastione di Belisario. Tale modifica comportò il rifacimento del tratto di mura compreso tra il bastione di San Polo ed il piccolo bastione di San Girolamo, poi demolito durante questi lavori; anche per realizzare una nuova strada che, passando lungo le mura, collegasse la Barriera Margherita all'odierna piazza della Repubblica. Con questo cambiamento urbanistico-architettonico mutò la gerarchia tra le Porte, col declassamento di Valbona e Lavagine, e l'affermazione di Santa Lucia e della Barriera Margherita come accessi principali alla città.
Porte urbiche
- Porta Lavagine[7]: si trova in fondo al versante sud-orientale del colle del Monte e delimita l'estremità nord-orientale di via Cesare Battisti, strada principale dell'omonima contrada. Fu una delle principali porte, rappresentando, dal XIII agl'inizi del XIX secolo, l'accesso diretto in città per coloro che provenivano dalla valle del Metauro. Fu rifatta agl'inizi del XIX secolo, per rendere l'accesso più agevole alle carrozze[8].
- Porta San Bartolo: si trova sul versante orientale del colle del Poggio, a est della cinta muraria; delimitante un'estremità della via eponima. Deve il proprio nome ad una vicina chiesa.
- Porta San Polo: è situata sul versante meridionale del colle del Poggio. Ma, dalla prima metà del XIX secolo, non è più fruibile al pubblico transito, dopo la costruzione della vicina barriera daziaria. L'unico accesso visibile si affaccia, a ridosso del bastione omonimo, su via Luciano Laurana (S.S. 73 bis).
- Porta Santa Maria: è collocata sul versante occidentale del colle del Poggio, a ridosso del bastione di Sant'Agostino. Determina l'estremità occidentale di via delle Campane.
- Porta Valbona: fu una delle principali Porte, rappresentando, dal XII agl'inizi del XIX secolo, l'accesso diretto alla città per chi proveniva dalla Toscana.
- Porta del Monte: era situata sulla cima del colle del Monte, in cima all'attuale via Raffaello, strada principale dell'omonima contrada. Si trovava a nord-ovest della città antica, tra il bastione della Santissima Trinità e la Fortezza Albornoz. Fu demolita nei primi anni del XX secolo per realizzare le cisterne sotterranee del nuovo acquedotto cittadino[9], oltre che per migliorare la viabilità dell'area e l'accesso al centro storico.
- Porta Santa Lucia: è situata sul crinale del colle del Monte, a nord della cinta muraria. Delimita l'estremità settentrionale di via Donato Bramante, il cui nome più antico e popolare è rimasto alla porta urbica ed al vicino bastione. Fu ricostruita nella prima metà del XIX secolo, per facilitare l'accesso delle carrozze[10]. Divenendo da allora il principale ingresso da nord e da ovest della città.
- Porta Nuova o Barriera Margherita: fu realizzata nella prima metà del XIX secolo e negl'anni sessanta dello stesso secolo fu intitolata all'allora principessa Margherita di Savoia. Era composta da due piccoli fabbricati gemelli ai lati ed al centro era chiusa da una cancellata in ferro battuto, interrotta da due colonne. Sopravvivono solo i due fabbricati, seppur parzialmente rimaneggiati. Divenne il principale accesso da sud e da est della città[1].

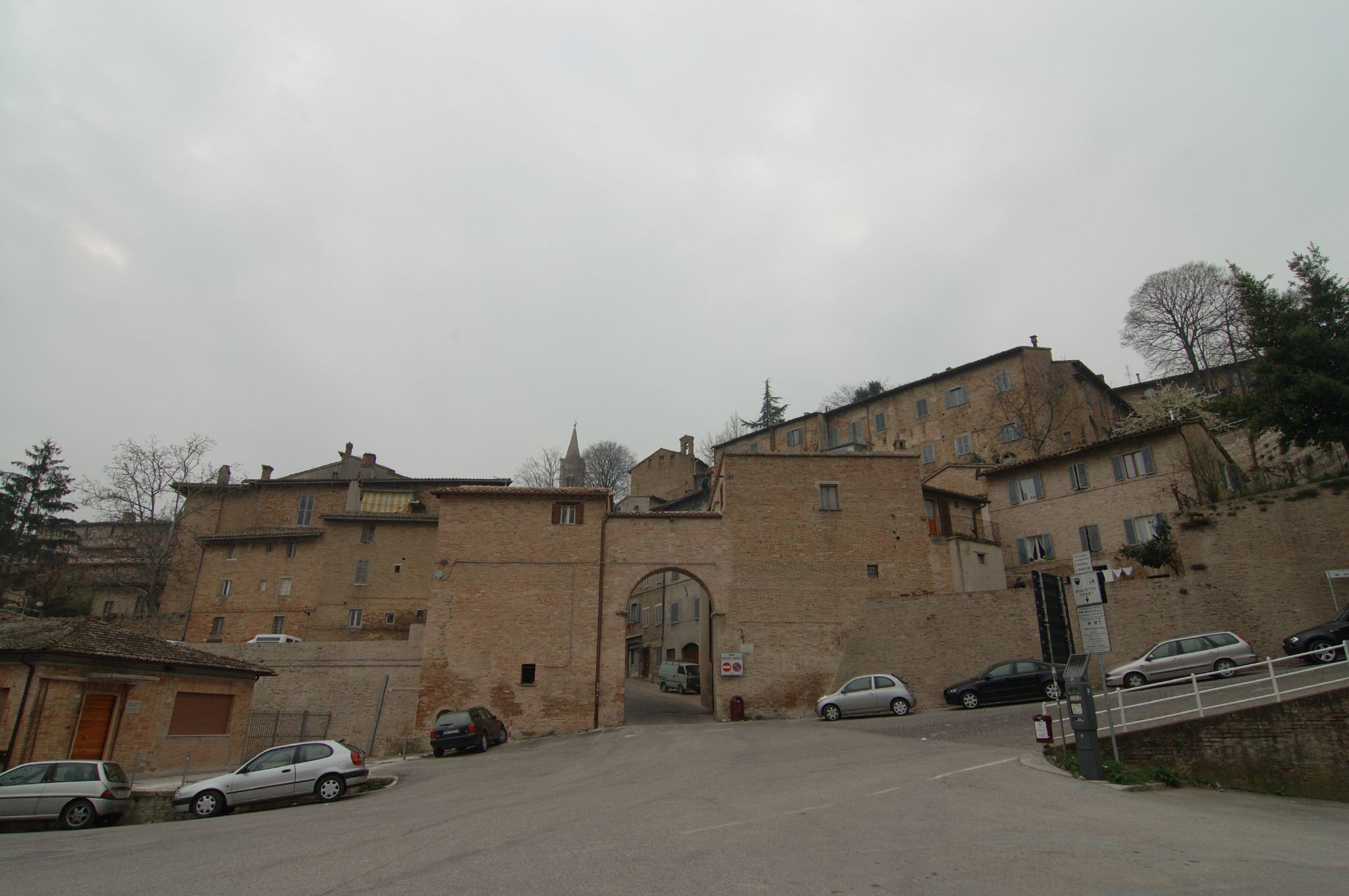
Porta Lavagine
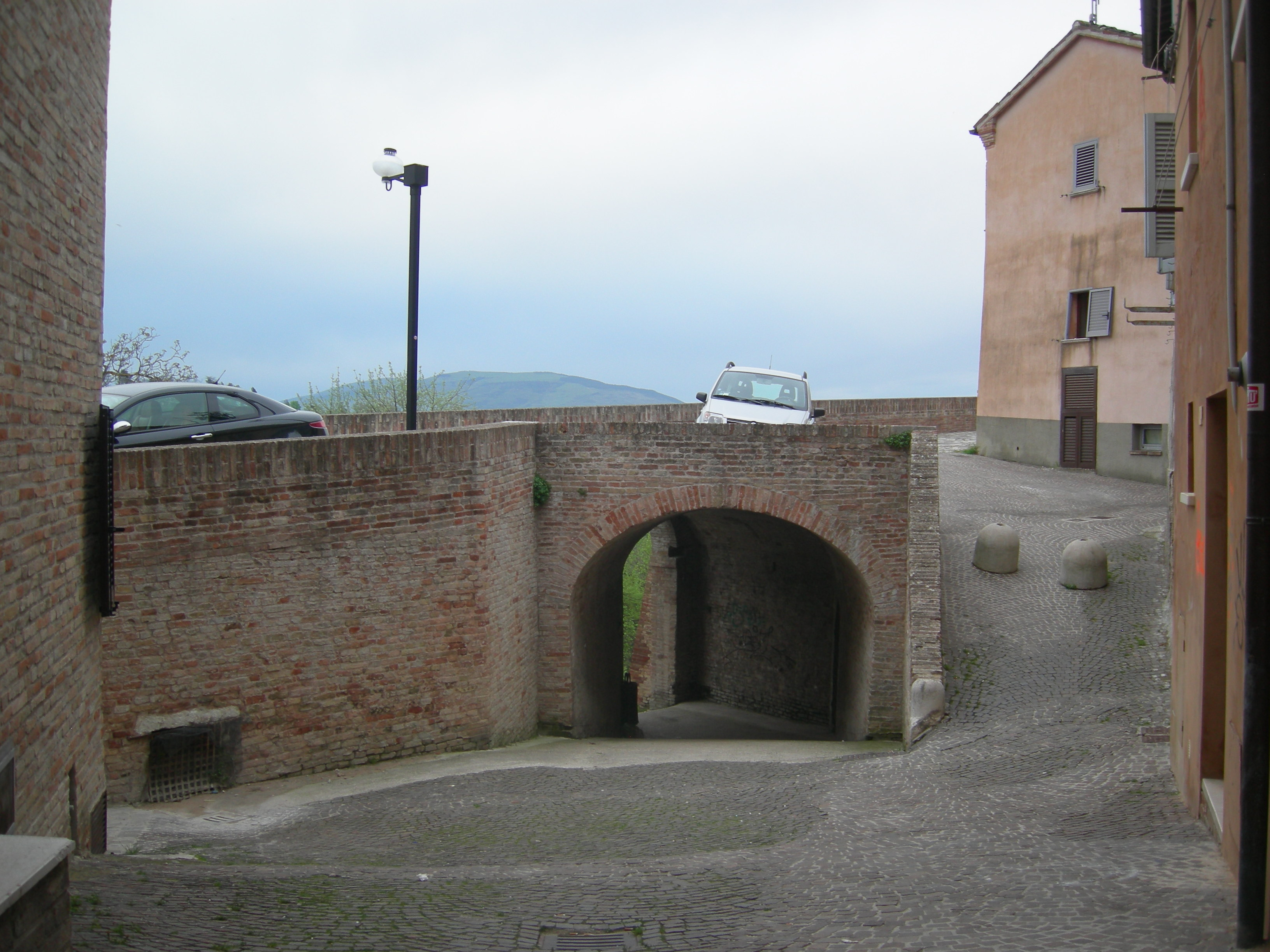
Porta San Bartolo
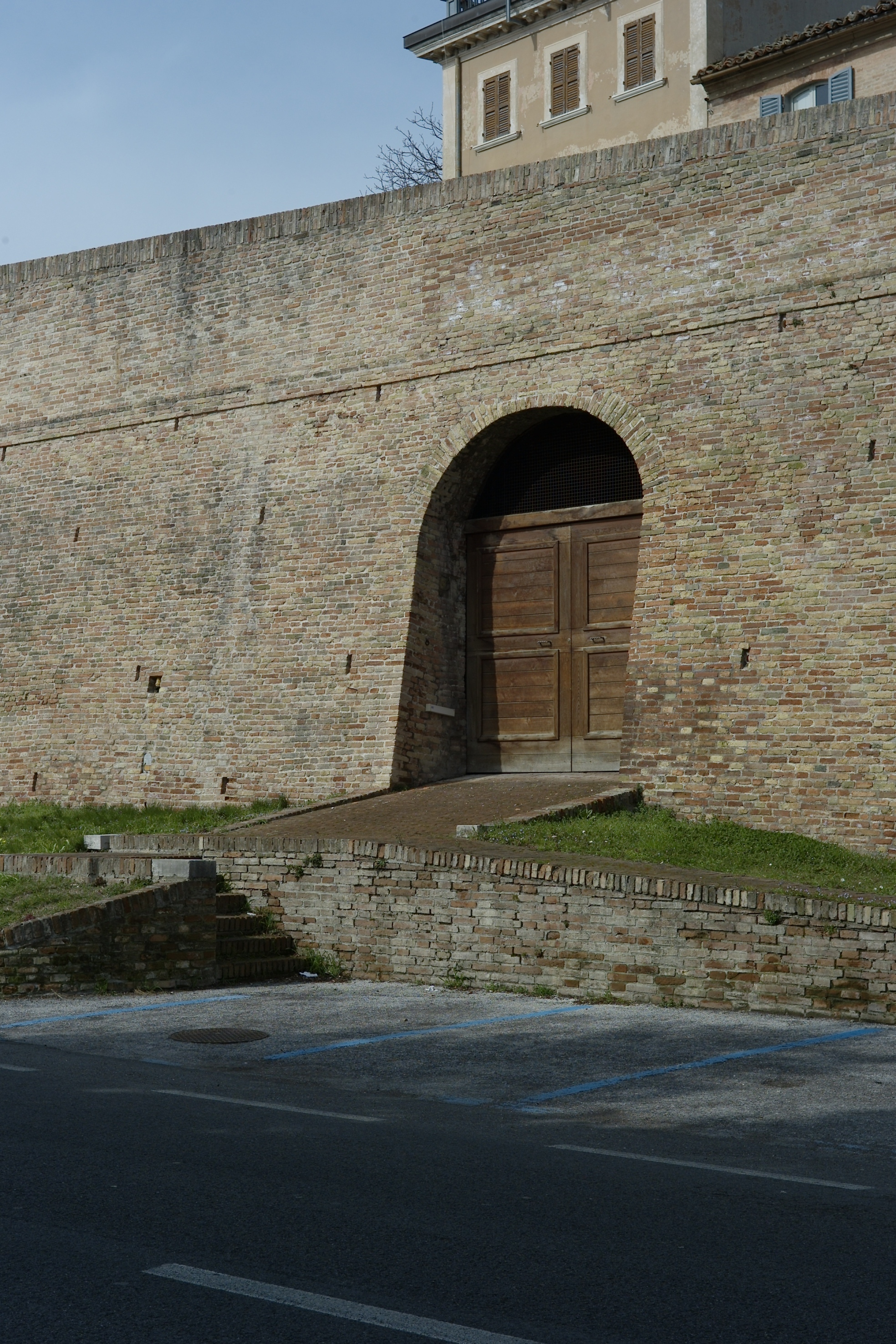
Porta San Polo
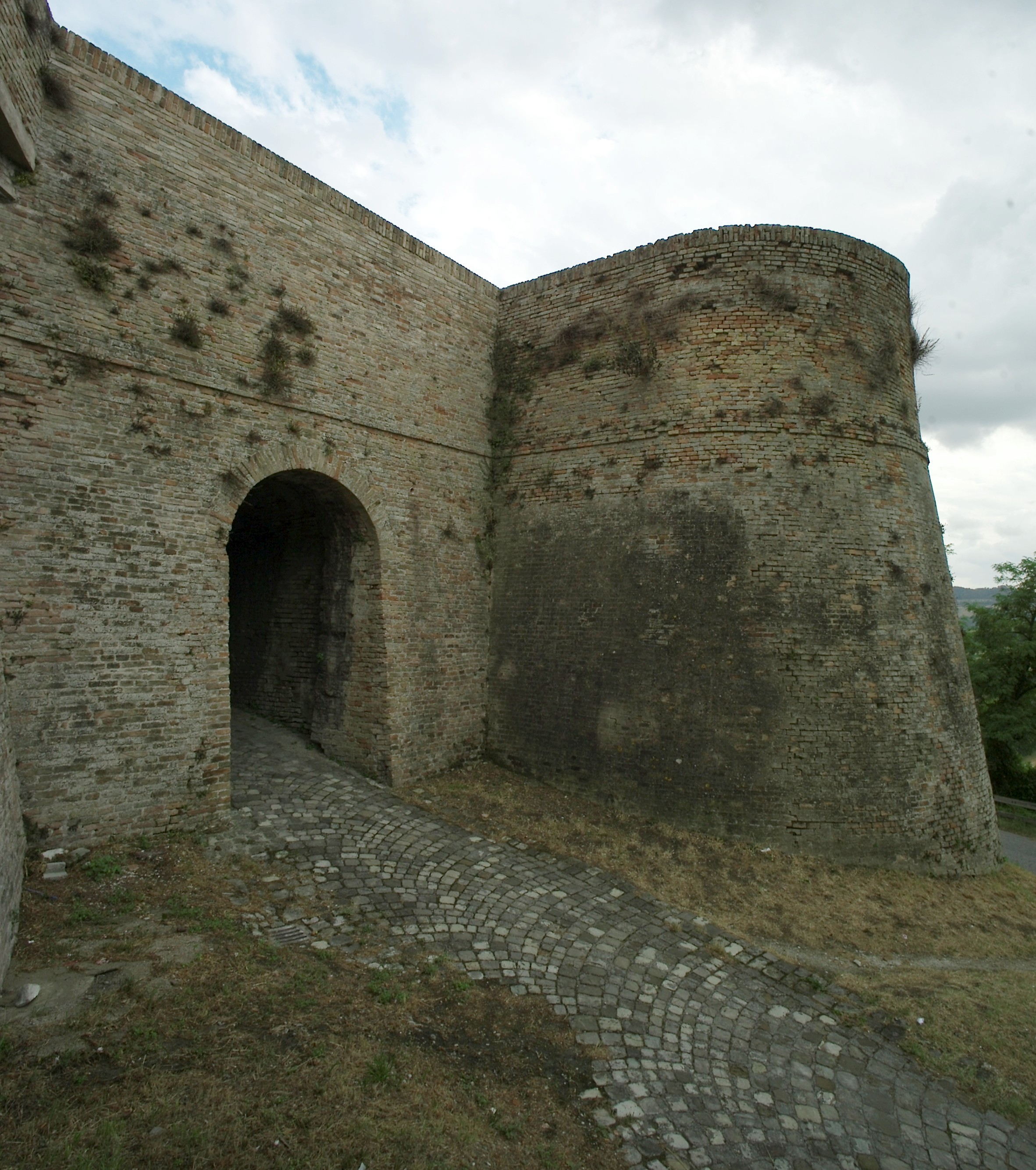
Porta Santa Maria
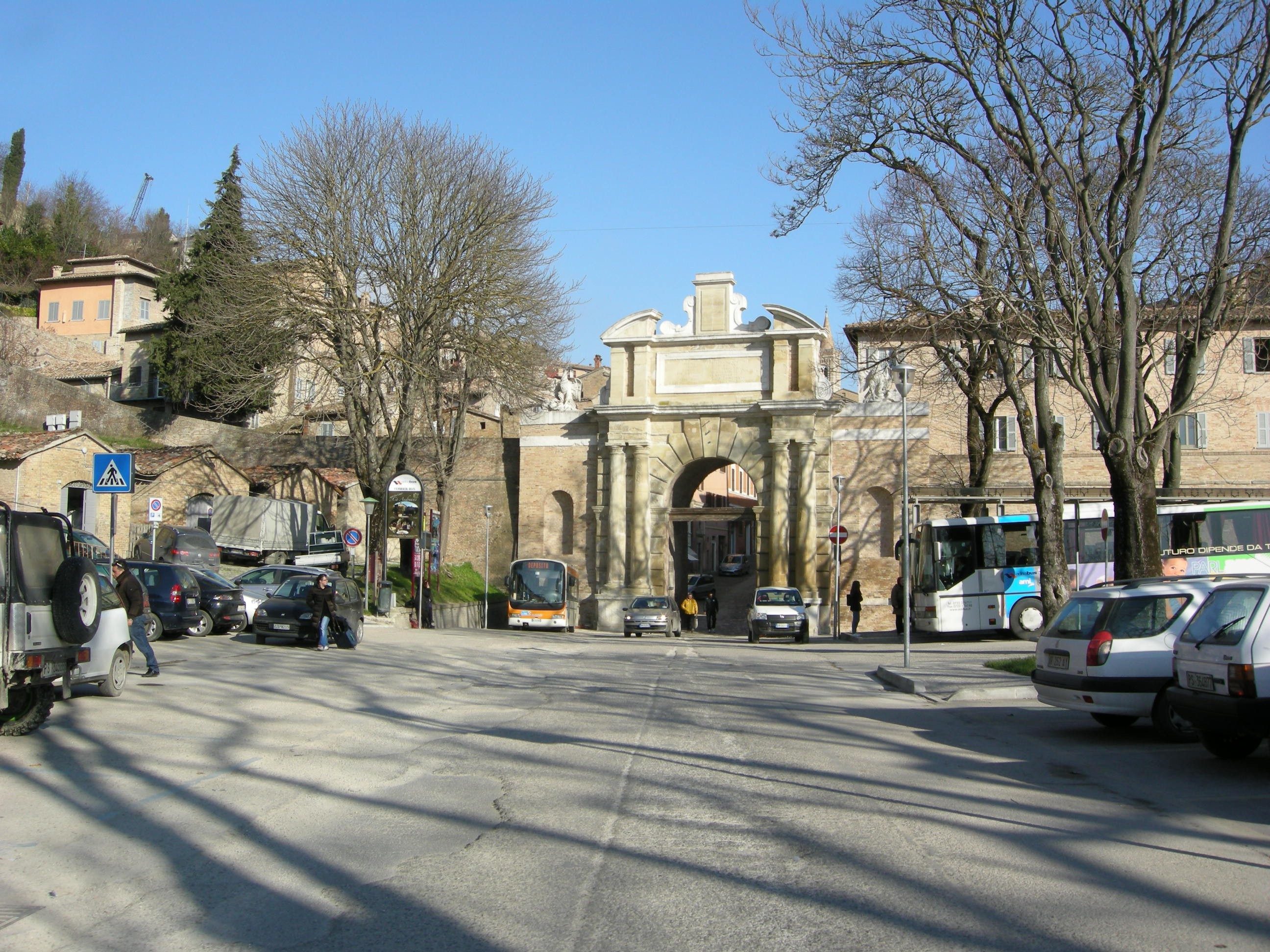
Porta Valbona
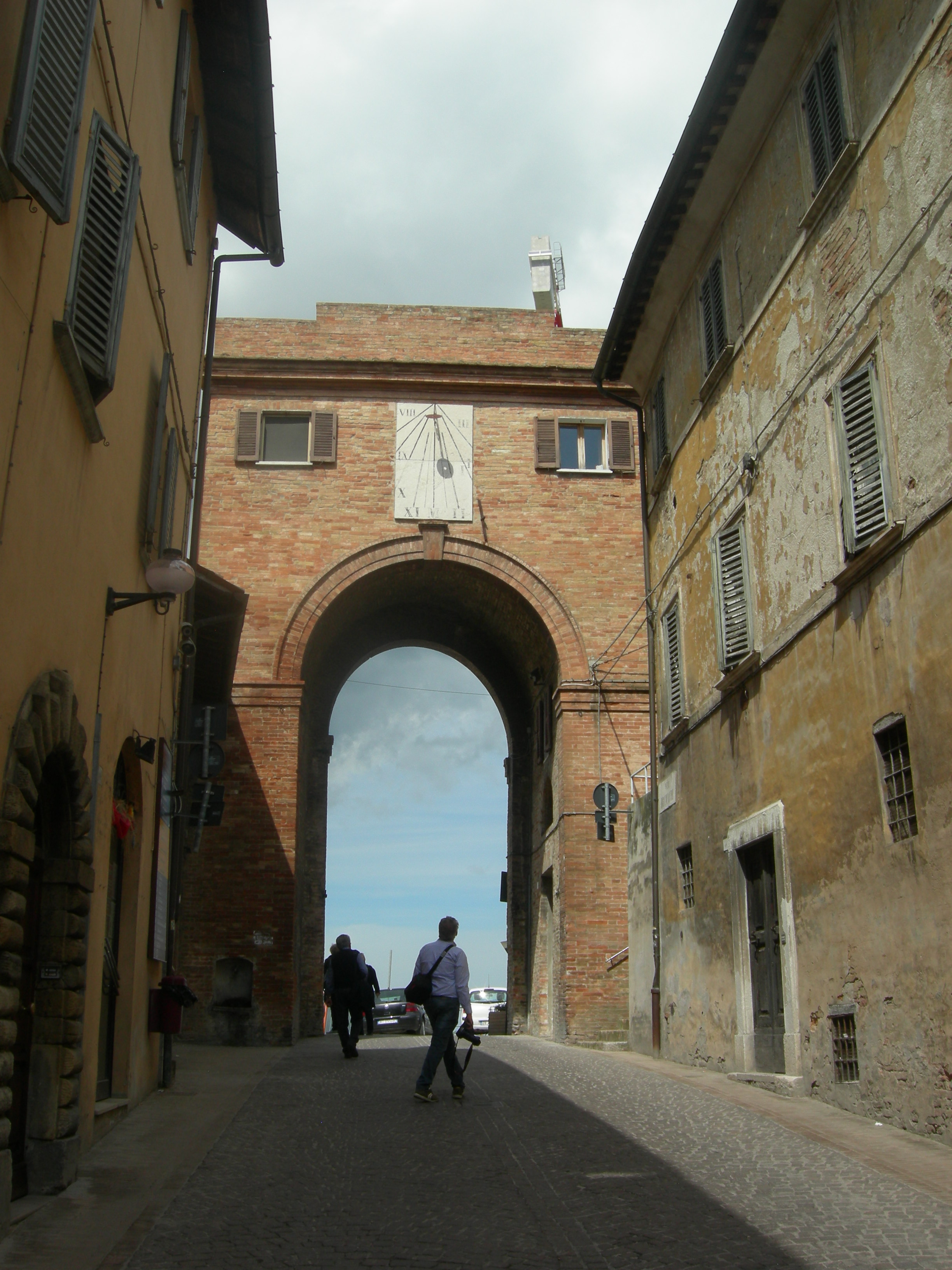
Porta Santa Lucia verso la città
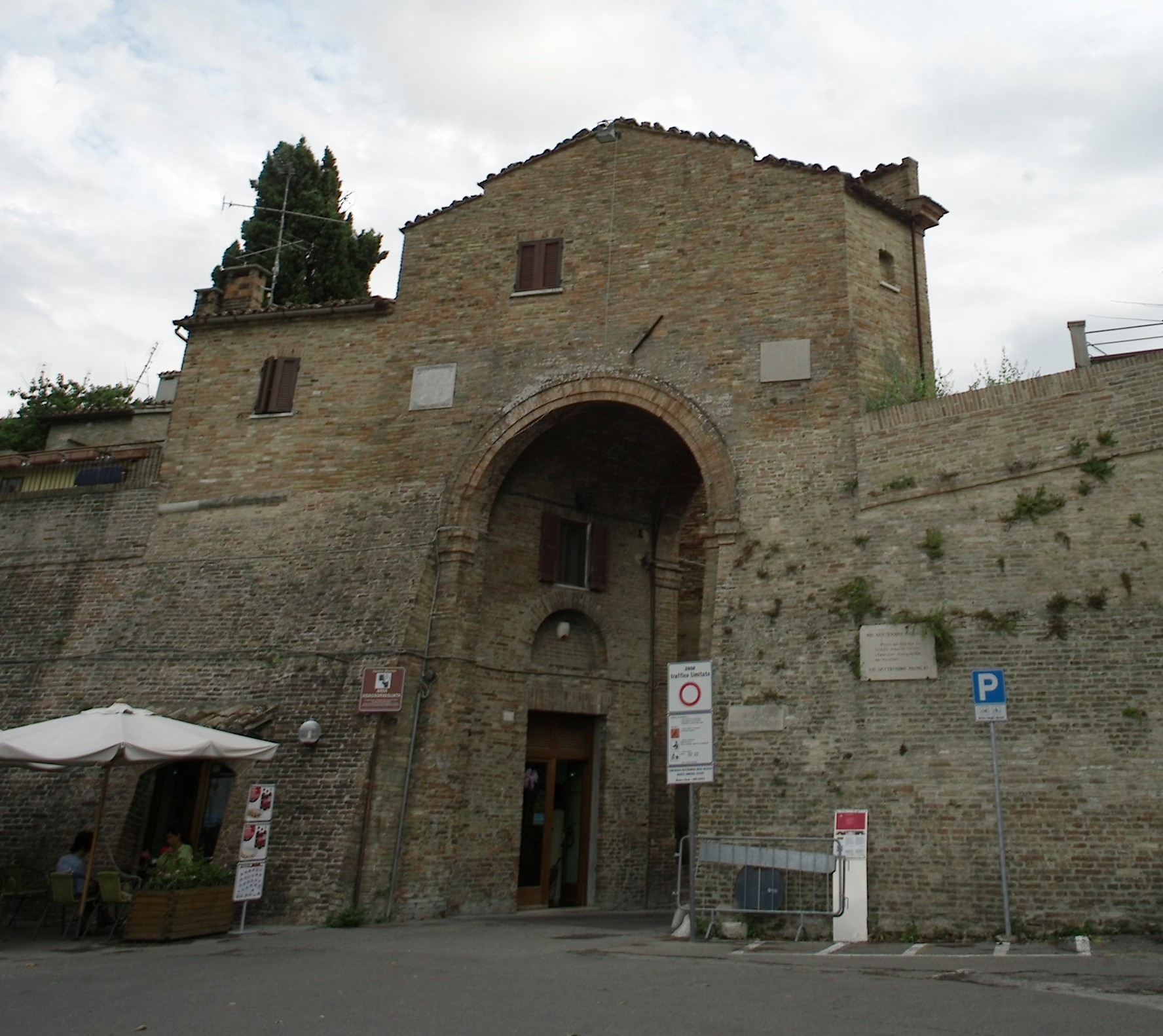
Porta Santa Lucia verso l'esterno

Bastioni
- Bastione di San Bartolo: si trova vicino all'omonima Porta urbica. Si tratta del primo bastione che s'incontra lungo via delle Mura, provenendo da Porta Lavagine. Fu ricostruito negli anni venti del XX secolo, in seguito al crollo, dovuto al cedimento del terreno sottostante.
- Bastione di Santa Chiara: è situato sul versante sud-orientale del colle del Poggio, lungo via delle Mura, tra il bastione di San Bartolo e l'ex Barriera Margherita. Prende nome dall'ex monastero soprastante.
- Bastione di San Girolamo: fu demolito nella prima metà del XIX secolo. Si trattava di un piccolo bastione di forma semicircolare sul versante sud-orientale del Poggio, tra i bastioni di Belisario e Santa Chiara, davanti all'eponimo ex convento.
- Bastione di Belisario: è posto a sud-est della cinta muraria. Fu ricostruito nella prima metà del XIX secolo ed ospita parte degli edifici della vecchia Barriera Margherita. Segna l'estremità orientale di via Giacomo Matteotti.
- Bastione di San Polo: rappresenta l'estrema punta meridionale delle Mura urbinati e la delimitazione a meridione della strada principale dell'omonima contrada. Fu ricostruito nella prima metà del XIX secolo. Si trova, lungo via Matteotti, tra l'ex Barriera Margherita ed il bastione di Sant'Agostino.
- Bastione di Sant'Agostino: situato sul lato occidentale delle Mura e del colle del Poggio. Situato, lungo via Matteotti, prima del bastione di Santa Caterina; davanti all'ex convento, da cui prende nome.
- Bastione di Santa Caterina: si trova sul versante occidentale del colle del Poggio. Deriva il proprio nome dal monastero soprastante. Fu ricostruito nel 1963, in seguito al crollo dovuto al cedimento del terreno sottostante. Si trova lungo via Matteotti, prima del bastione della Rampa elicoidale, e delimitante l'estremità meridionale delle ex Stalle Ducali (o Data). Proprio per tale vicinanza, all'interno del bastione, agl'inizi del XXI secolo, è stata realizzata una rampa di cemento, secondo il progetto dell'architetto De Carlo, per collegare la ristrutturata Data sia a via Matteotti sia alla sottostante piazza del Mercatale.
- Bastione della Rampa elicoidale: si tratta di un bastione i cui ambienti sono totalmente al coperto, in quanto ospita principalmente la grande scala elicoidale che collegava le Stalle Ducali (addossate al tratto di mura compreso tra questo bastione e quello di Santa Caterina) al Palazzo Ducale. Fu progettato da Francesco di Giorgio Martini, nella seconda metà del XV secolo. La parte superiore di questo bastione era occupata da alcuni magazzini, in parte demoliti nel XIX secolo per costruirvi il Teatro cittadino. L'interno del bastione, con la sua rampa elicoidale, è accessibile, durante le ore diurne, sia dall'estremità meridionale dei portici di Corso Garibaldi sia dal sottostante piazzale del Mercatale.
- Bastione dei Frati o del Fortino[11]: è un piccolo bastione di forma semicircolare, sul versante sud-occidentale del colle del Monte, sotto alla Fortezza Albornoz e sopra Porta Valbona. Tra XVII e XX secolo, delimitava l'orto del vicino convento degli Scalzi. È accessibile, durante le ore diurne, dal Parco della Resistenza.
- Bastione del Monte: semi-distrutto nei primi anni del XX secolo; solo la base è sopravvissuta perché interrata, sotto l'odierno piazzale Roma. Era adiacente all'omonima Porta urbica.
- Bastione della Santissima Trinità: è situato sul colle del Monte, a nord delle Mura. L'etimo deriva dal monastero, che sorgeva poco distante, demolito verso gl'anni cinquanta del XX secolo. Tra le Porte urbiche del Monte e di Santa Lucia, vicino a Via Giro del Cassero, all'interno del percorso pedonale del Belvedere Piero della Francesca (chiuso durante le ore notturne).
- Bastione di Santa Lucia: è l'estrema punta settentrionale della cinta muraria. Non è fruibile al pubblico, perché ospita un giardino privato. È vicino all'omonima porta urbica e sovrasta la Porta di Lavagine.
- Bastione di Lavagine: fu demolito agl'inizi del XIX secolo, per agevolare il transito delle carrozze attraverso l'adiacente Porta urbica omonima.[8]

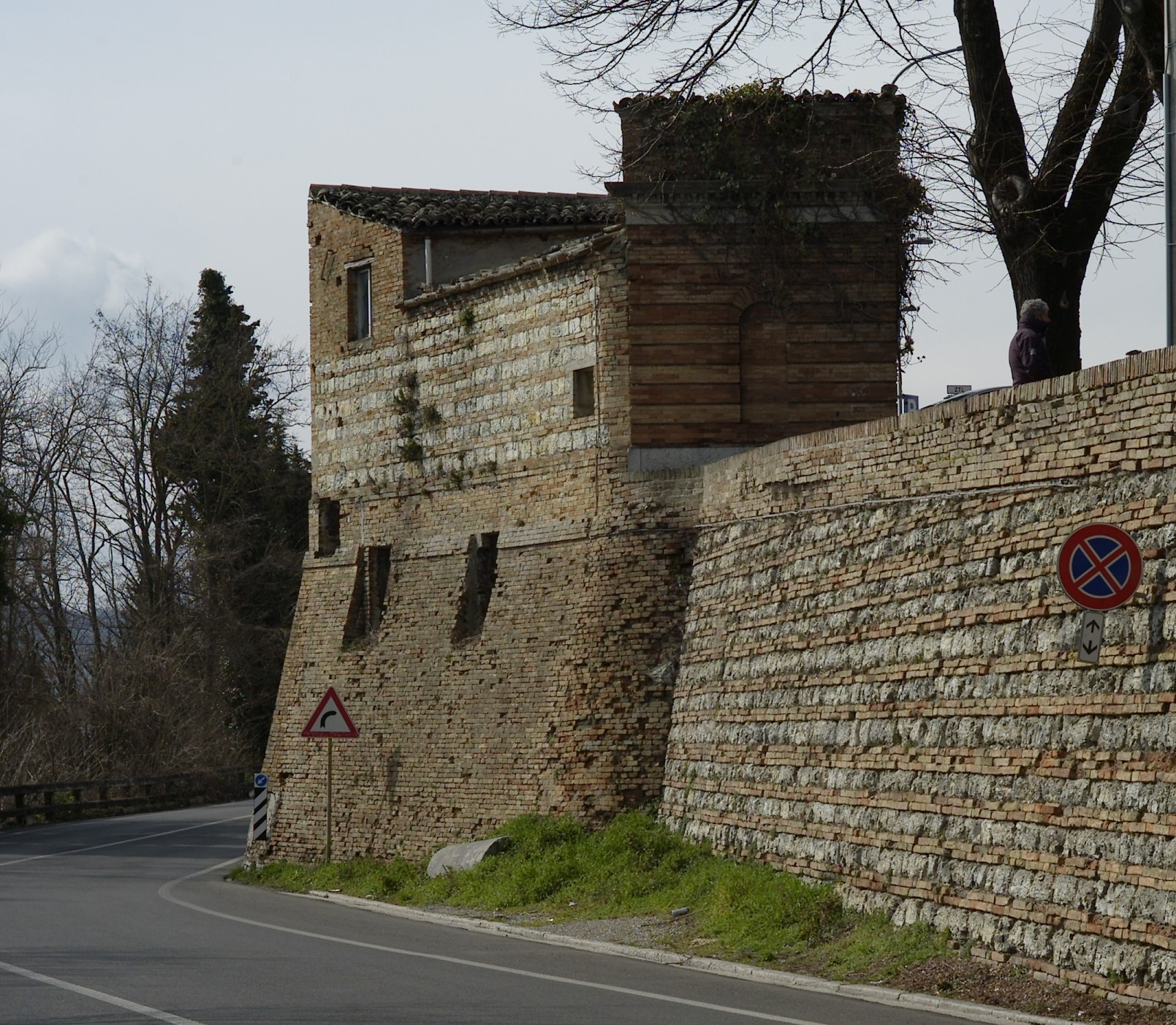
Bastione di Belisario (lato sud-est)
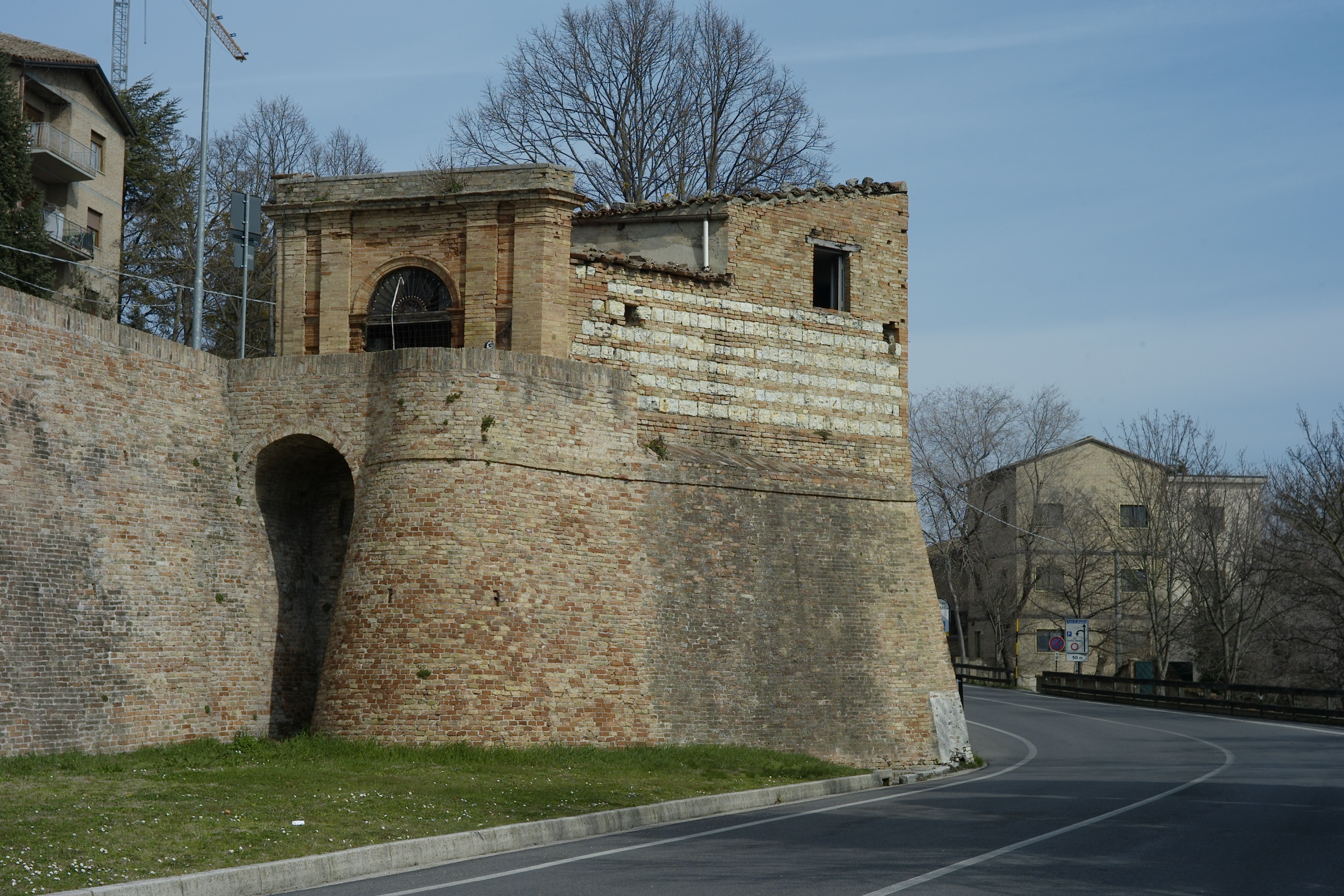
Bastione di Belisario (lato sud-ovest)
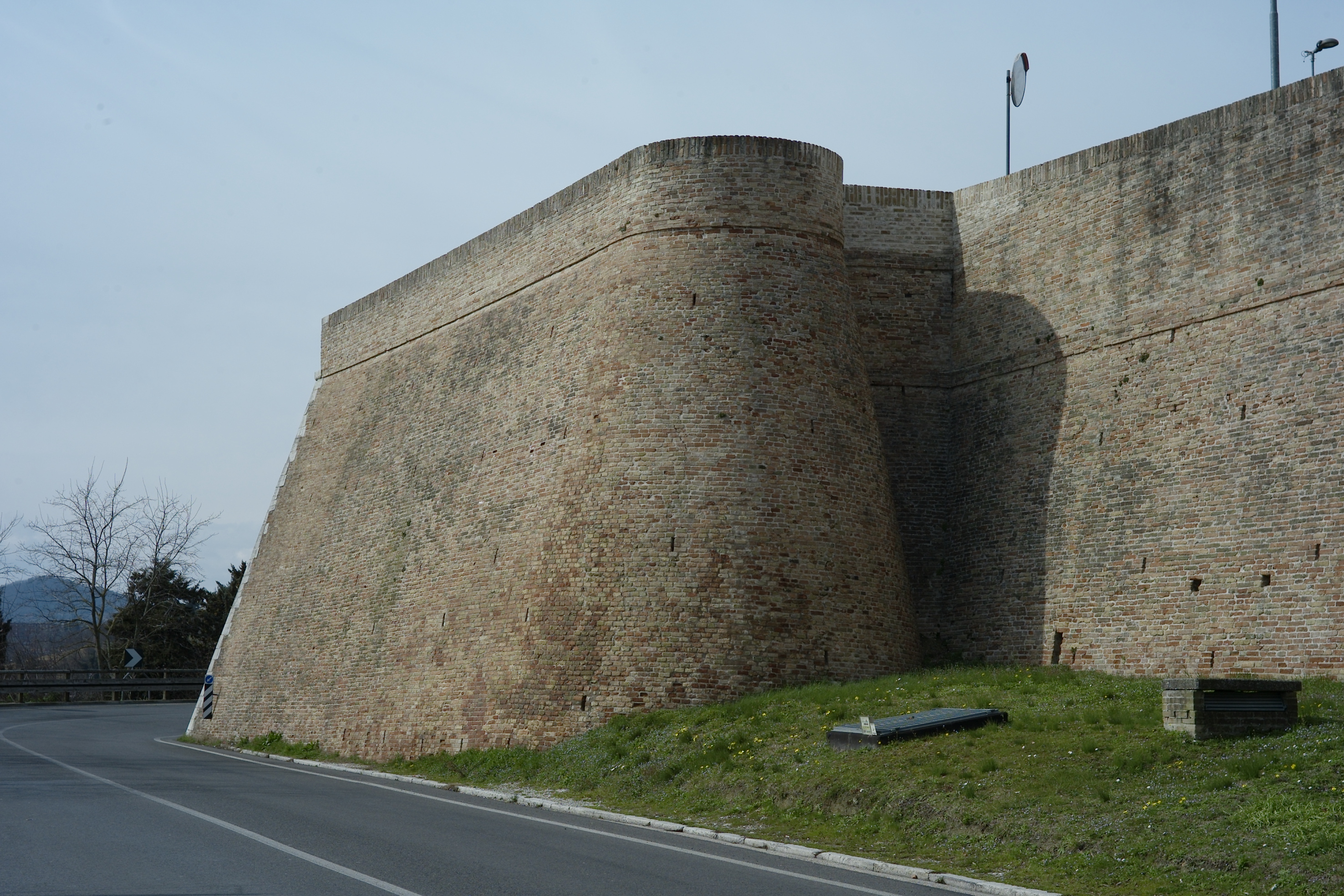
Bastione di San Polo (lato sud-est)
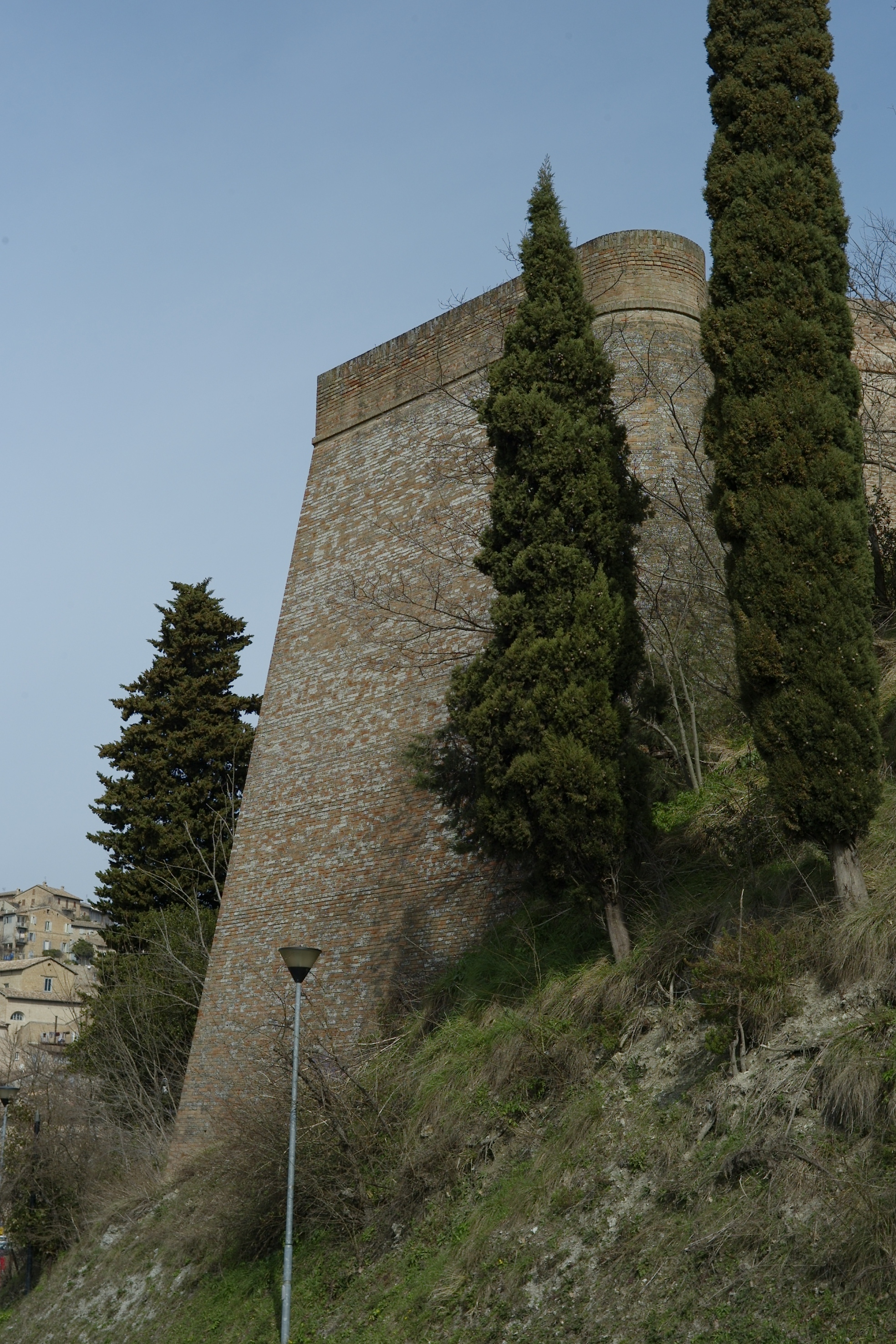
Bastione di Santa Caterina (lato sud-ovest)
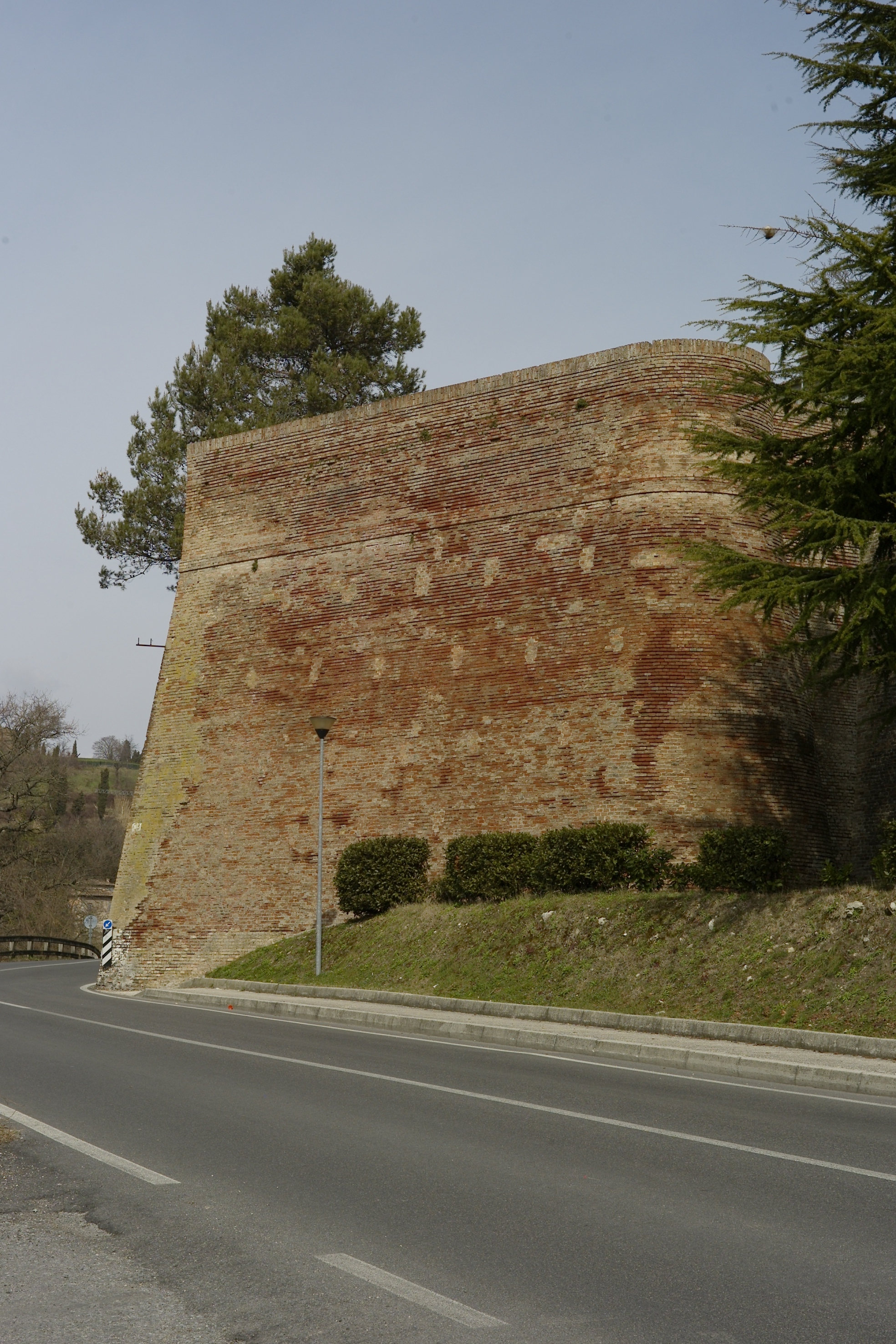
Bastione di Sant'Agostino (lato sud-ovest)
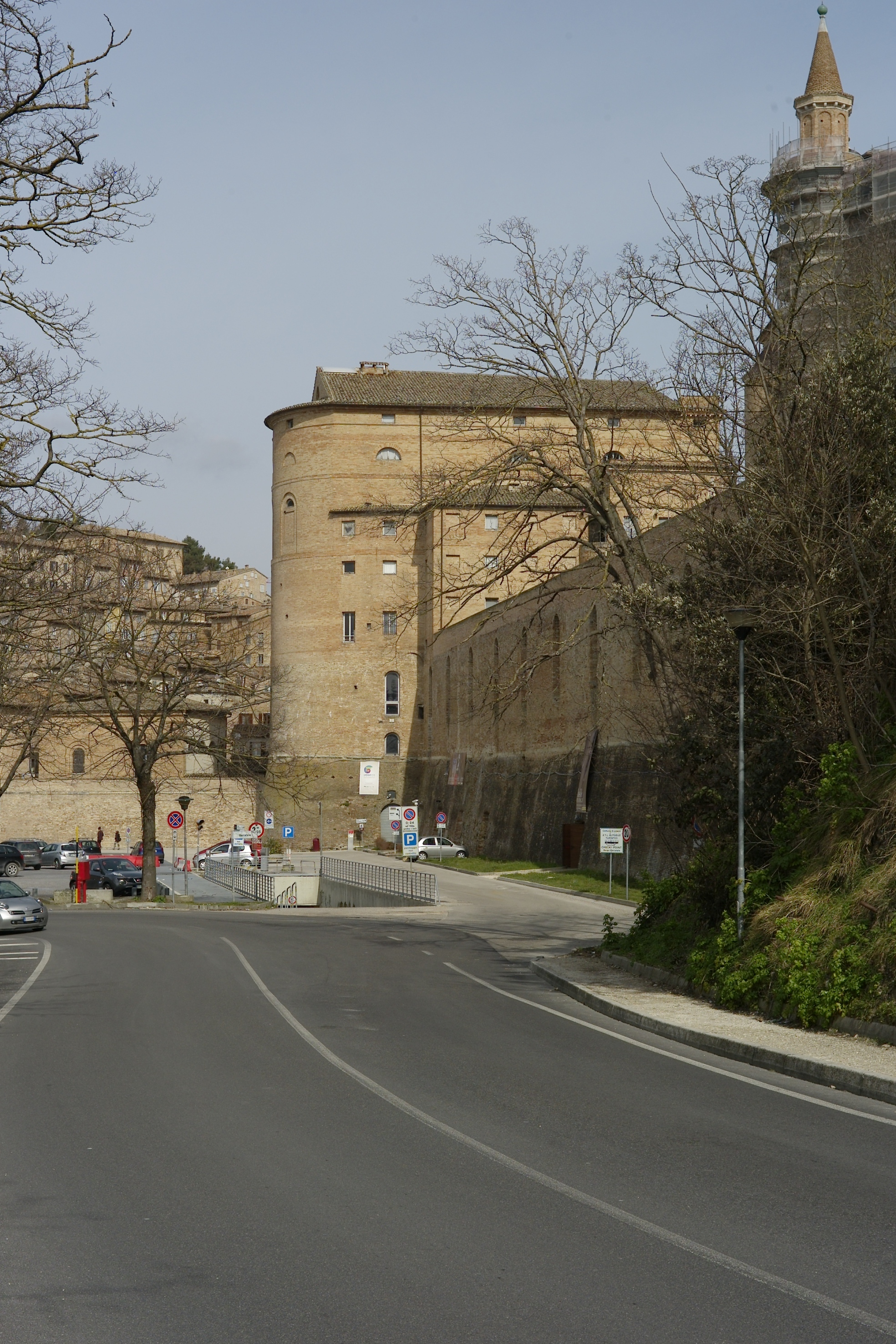
Bastione della Rampa Elicoidale

### Fortezza Albornoz
Sorge nell'angolo sud-occidentale delle Mura, sul colle del Monte. Fu eretta verso la seconda metà del XIV secolo dal Legato pontificio, il cardinale spagnolo Egidio Albornoz, sul luogo in cui sorgeva una delle residenze dei Montefeltro. La costruzione della rocca fu proseguita dal successore dell'Albornoz, Anglico Grimoard, con lo scopo soprattutto di controllare la città quando vi esplodevano tumulti, dato che si trova sul punto più alto dell'abitato antico. Divenendo il punto di forza della terza cerchia di mura. Fu depotenziata, dopo lo smantellamento voluto dal duca Guidobaldo dopo la guerra contro il Borgia, nella quale quest'ultimo aveva potuto resistere tenacemente grazie al possesso delle rocche nelle città del ducato. Successivamente fu però integrata nella quarta ed ultima cerchia.
Venne danneggiata dopo la rivolta del 1573, contro il duca Guidobaldo II della Rovere, e sottoposta ad una ristrutturazione, curata dall'architetto Filippo Terzi. Nella seconda metà del XVII secolo, avendo perduto il valore militare, fu ceduta assieme al terreno sottostante al vicino convento degli Scalzi, con la riconversione della fortezza ad abitazione. Sul finire del XVIII secolo, in conseguenza dell'occupazione francese, la fortezza fu ristrutturata e riattivata; risale a questo periodo l'odierno portale principale. Con la Restaurazione, l'edificio ed il terreno adiacente furono riassegnati al convento degli Scalzi. Nel 1973 il terreno sottostante fu aperto al pubblico, con l'istituzione del Parco della Resistenza. Invece la fortezza, nel corso della seconda metà del XX secolo, fu restaurata e vi fu avviato uno scavo archeologico. Alla fine degli anni novanta fu aperta al pubblico per la prima volta.

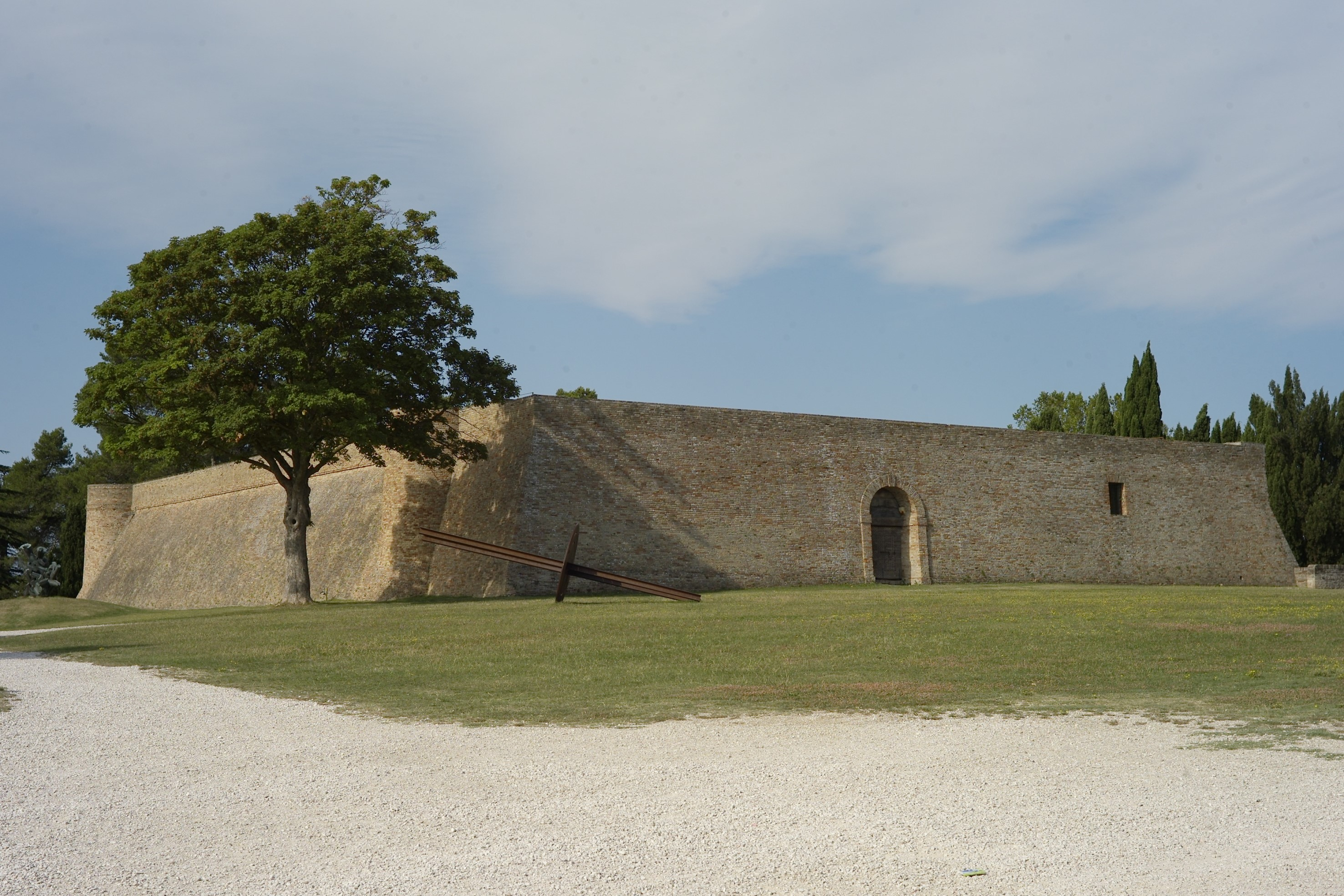
La fortezza Albornoz
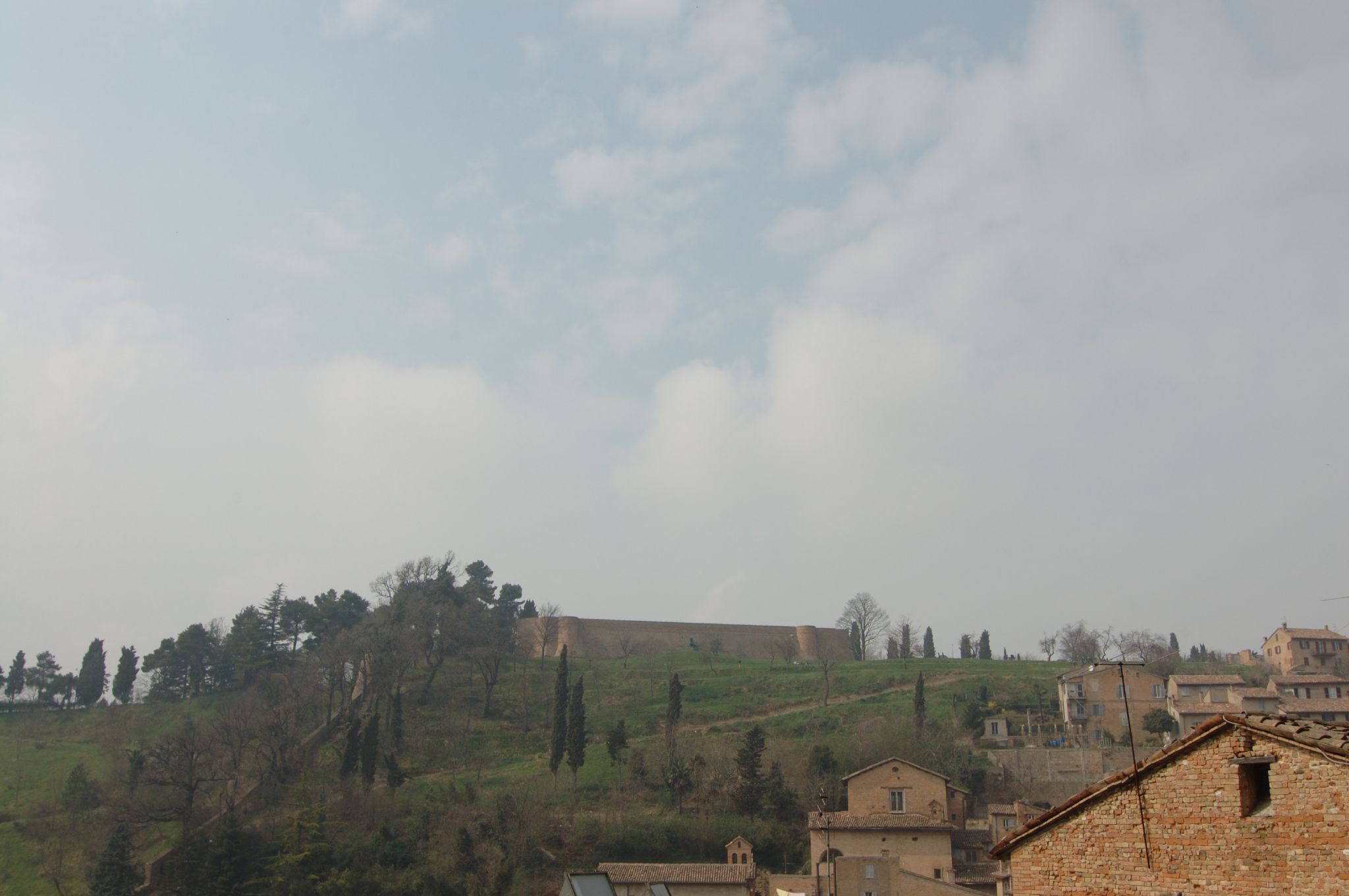
La fortezza Albornoz